# 长春春谊宾馆

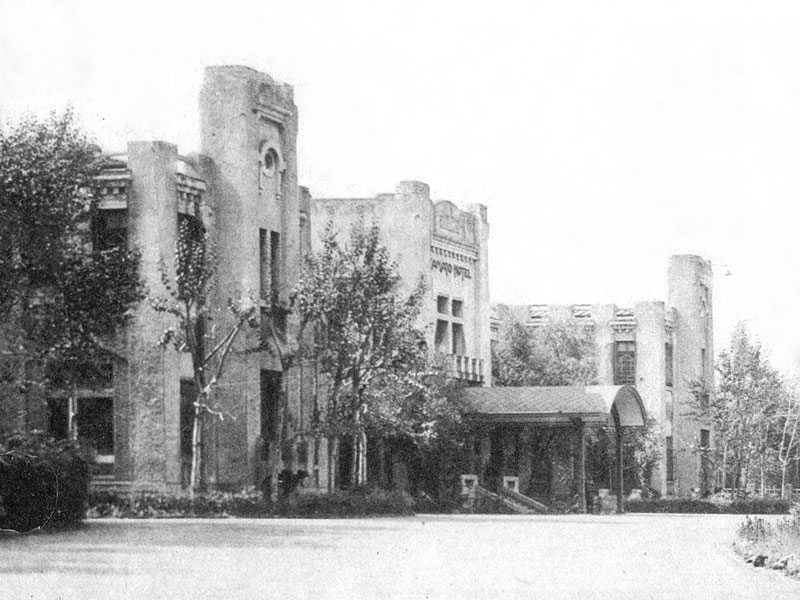
该建筑作为大和旅馆时期的旧照

长春春谊宾馆，原名新京大和旅馆，位于吉林省长春市宽城区人民大街2号，即人民大街北端长春站站前广场的东南角。

## 历史
新京大和旅馆建成于1909年。最初是日本满铁在长春为沙俄中东铁路修建的办事处。1932年，日本关东军司令部由沈阳迁来长春时，为司令官本庄繁下榻地。1945年日本投降，中共东北委员会书记周保中与苏军一起进入长春，在此下榻，并召开中共长春市委成立大会。1946年，国民政府收复长春，北平军事调处执行部东北执行停战第27小组的美方代表就住在这里，中共代表伍修权和国民政府代表的谈判也常在这里进行。同时中共也常在这里进行地下活动。1948年3月，解放军攻克长春前夕，中华民国国军第60军的军部设于此处，曾泽生与解放军有关投诚的商谈也多在这里进行；同年年末解放军占领长春后，管理权移交予长春铁路分局。1955年，更名为长春宾馆，1975年7月再次更名为春谊宾馆，取“长春友谊”之意，由吉林省省直机关事务管理局管理。

## 建筑
新京大和旅馆设计者是满铁的青木菊治郎和平泽仪平。建筑面积7746平方米，占地约1.5万平方米，平面布局呈马蹄形，对称式立面，新艺术派风格。该旅馆堪称当时最为先进的旅馆，自开业时即配备电力、自来水、下水道和暖气，大部分客房有卫生间。1925年又增加煤气设备。总工程费用为300万日元，是同期满铁建造的长春站站房的十倍造价。

## 保护
1985年12月18日，大和旅馆中共地下党活动旧址由长春市人民政府公布为第四批长春市文物保护单位。